# Atmagea
Atmagea (deutsch Atmadscha) ist ein Dorf in der Dobrudscha, im Kreis Tulcea in Rumänien. Es gehört zur Gemeinde Ciucurova; hatte 2011 188 Einwohner. Die Einwohnerzahl war in den letzten Jahren sinkend.

## Geschichte
Hier siedelten in größerer Zahl Türken, die dem Dorf den Namen gaben, der für Sperber steht. Auch vor der türkischen Besiedlung muss Atmagea schon lange besiedelt gewesen sein. Es ist aber nicht bekannt, wer vor den Türken in Atmagea wohnte, da archäologischen Spuren bis heute nicht ausgewertet wurden. Die türkische Besiedlung ging der deutschen voraus. Viele der türkischen Ortsbewohner wanderten zurück ins Osmanische Reich. Die türkischen Ortsnamen wurden von der deutschen Bevölkerung oft übernommen, zumal sich auch nicht alle Türken ins Osmanische Reich zurückzogen.
In Atmagea wirkte von 1849 bis 1853 der deutschstämmige Pfarrer Johannes Bonekemper, der umfangreiche Aufzeichnungen hinterließ. Diese werden an der North Dakota State University bearbeitet, da viele Dobrudschadeutsche nach North Dakota in die Vereinigten Staaten ausgewandert waren. Davor war Atmagea ein kleines religiöses Zentrum dieser Bevölkerungsgruppe gewesen. Der Bau der evangelischen Kirche begann noch in osmanischer Zeit.